# Louis Bertrand
Louis Bertrand (20 marca 1866 w Spincourt, zm. 6 grudnia 1941) – francuski powieściopisarz, eseista, historyk.
Ukończył École normale supérieure w Paryżu. Doktoryzował się w 1897 r. W swojej twórczości ukazywał korzystne aspekty kolonializmu europejskiego, zwłaszcza w Algierii Francuskiej, gdzie przebywał w latach 1891–1900. Do najbardziej znanych prac należą: Le Sang des races (1899), La Cina (1901) i Pépète le bien-aimé (1901). Odznaczony Orderem Legii Honorowej w klasie Oficera (Officier). Od 19 listopada 1925 r. był członkiem Akademii Francuskiej (Fotel 4).